# Izumi Yoshida
Izumi Barbara Yoshida (ur. 22 czerwca 1989 w Łodzi) – polska reżyserka i scenarzystka filmów animowanych.

## Życiorys
Ukończyła VIII Liceum Ogólnokształcące im. Adama Asnyka w Łodzi (2009) oraz studia na kierunku film animowany i efekty specjalne na Wydziale Operatorskim i Realizacji Telewizyjnej PWSFTviT w Łodzi (2014). W 2022 broniła pracę doktorską w Szkole Filmowej w Łodzi pt. „Esej dokumentalny w technice animacji lalkowej. Most – Historia Dzieci Syberyjskich” pod opieką naukową Piotra Dumały i Anny Marii Zarychty. Ponadto wykłada na Akademii Sztuk Pięknych w Łodzi, gdzie prowadzi zajęcia z podstaw animacji i animacji przestrzennej. W 2018 uzyskała stypendium Ministra Kultury i Dziedzictwa Narodowego „Młoda Polska” (2018).
Jej filmy były prezentowane na ponad 50 festiwalach filmowych w Polsce i za granicą.

### Życie prywatne
Córka Polki – Barbary i Japończyka – Masakatsu Yoshidy – wykładowcy języka japońskiego w Zakładzie Azji Wschodniej Uniwersytetu Łódzkiego.

## Scenariusz i reżyseria
- „Przebudzenie” (2010)
- „Miraż” (2012)
- „Kigo” (2013)
- „Kinki” (2015)
- „Most” (2022)

Źródło: FilmPolski.pl.

## Wyróżnienia

### Indywidualne
- Nagroda Ministra Kultury i Dziedzictwa Narodowego (2012) za wybitne osiągnięcia dla studentów uczelni artystycznych[2]
- Nagroda Prezydenta Miasta Łodzi (2023) za osiągnięcia w dziedzinie twórczości artystycznej, upowszechniania i ochrony kultury[4]

### Nagrody dla filmów
- 2013:

- „Kigo” – Ogólnopolski Festiwal Polskiej Animacji O!PLA Dyplom Uznania O!PLA
- „Kigo” – Kraków (Ogólnopolski Festiwal Autorskich Filmów Animowanych OFAFA) Wyróżnienie w kategorii filmu studenckiego
- „Kigo” – Bukareszt (Festiwal Filmów Studenckich „Cinemaiubit”) Nagroda dla najlepszej animacji

- 2014: „Kigo” Bydgoszcz (Międzynarodowy Festiwal Filmów Animowanych „Animocje”) Wyróżnienie za „oszczędność środków w obrazowaniu poezji”.
- 2015: „Kinki” Split (Festiwal Filmowy) Nagroda Specjalna w Konkursie Filmów Krótkich
- 2016:

- „Kinki” – Nagroda Specjalna im. Wojciecha Juszczaka na Międzynarodowym Festiwalu Filmów Animowanych „Animator” w Poznaniu
- „Kinki” – Ogólnopolski Festiwal Polskiej Animacji O!PLA Wyróżnienie Specjalne O!PLA – w kategorii: „Formanimy”

- 2022: „Most” – Nagroda Publiczności na Międzynarodowym Festiwalu Filmów Animowanych „Animator” w Poznaniu\
- 2023:

- „Most” – Tokio (Short Shorts Film Festival & Asia) Grand Prix – George Lucas Award
- „Most” – Tokio (Short Shorts Film Festival & Asia) Nagroda dla najlepszej krótkiej animacji
- „Most” – Ogólnopolski Festiwal Polskiej Animacji O!PLA II Nagroda „Srebrny Tobołek Koziołka Matołka” w konkursie „Teraz dzieci mają głos! Kategoria Szkolna Empatia 12+”
- „Most” – Nagroda Sekcji Filmu Animowanego Stowarzyszenia Filmowców Polskich w kategorii: Najlepsze opracowanie plastyczne

Źródło: FilmPolski.pl.